# Wikov

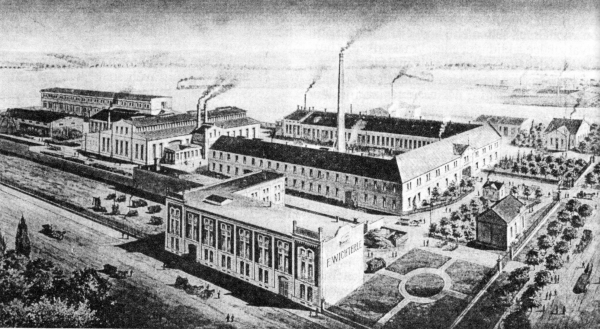
Firmengelände von Wichterle & Kovářik um 1900

Die Firma Wichterle & Kovářik aus der  Tschechoslowakei produzierte unter dem Namen Wikov während der Zeit von 1922 bis 1935 rund 800 Autos. Der 2004 gegründete Getriebehersteller Wikov Industry beruft sich auf die Tradition dieses Unternehmens.

## Entwicklung
Die Firma Wichterle & Kovářik in Prostějov wurde 1918 gegründet und spezialisierte sich zunächst auf landwirtschaftliche Fahrzeuge und Kleinlastwagen. Ab 1922 wurden Prototypen nach Lizenz von Ansaldo entwickelt. Die eigentliche Serienproduktion begann erst 1925 mit dem Modell 7/28. Im Jahre 1935 wurde die Produktion von Autos wieder eingestellt; bis zum Kriegsausbruch wurden nur noch kleine Lastwagen hergestellt.

## Die Modelle

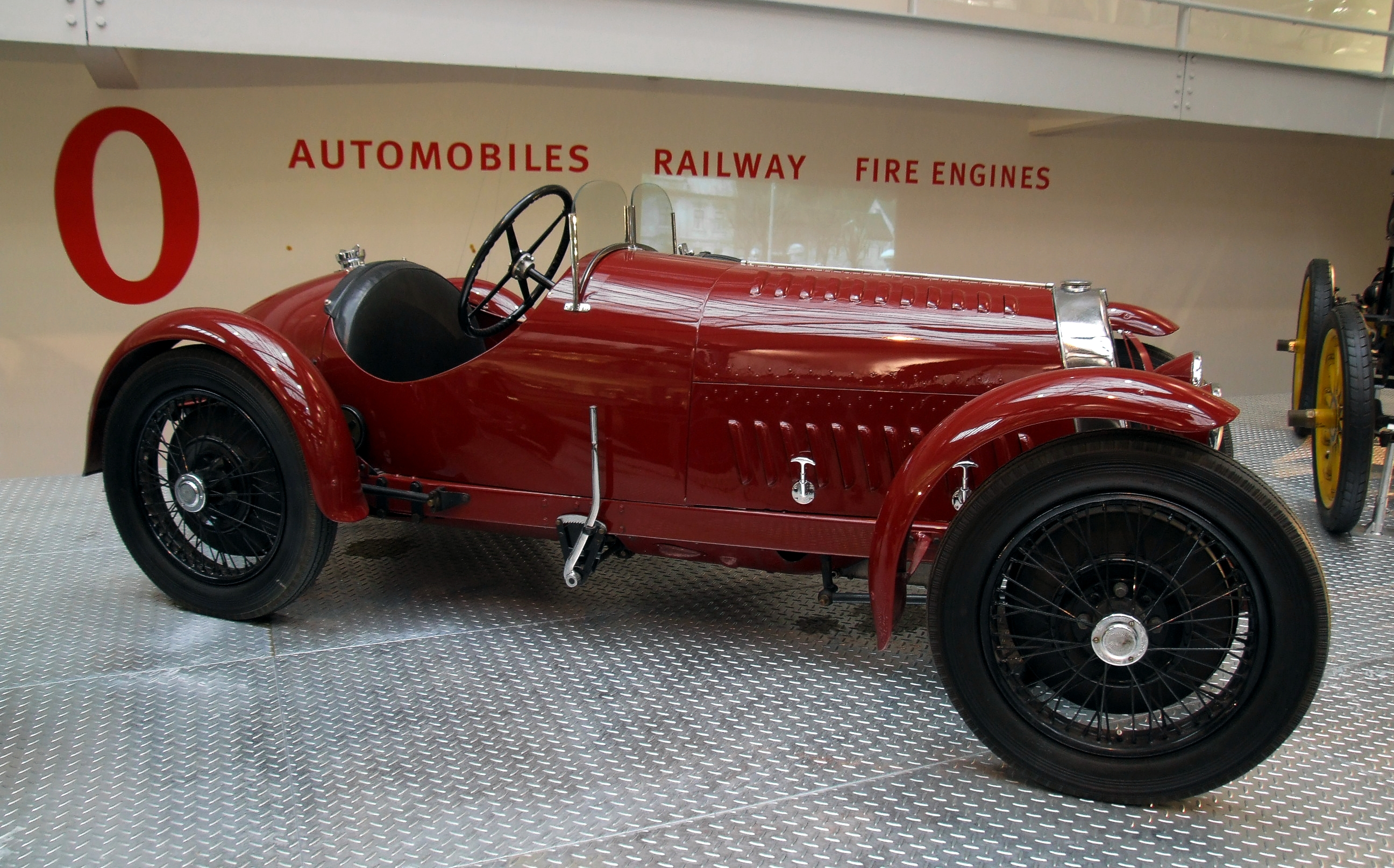
Wikov 7/28 von 1931

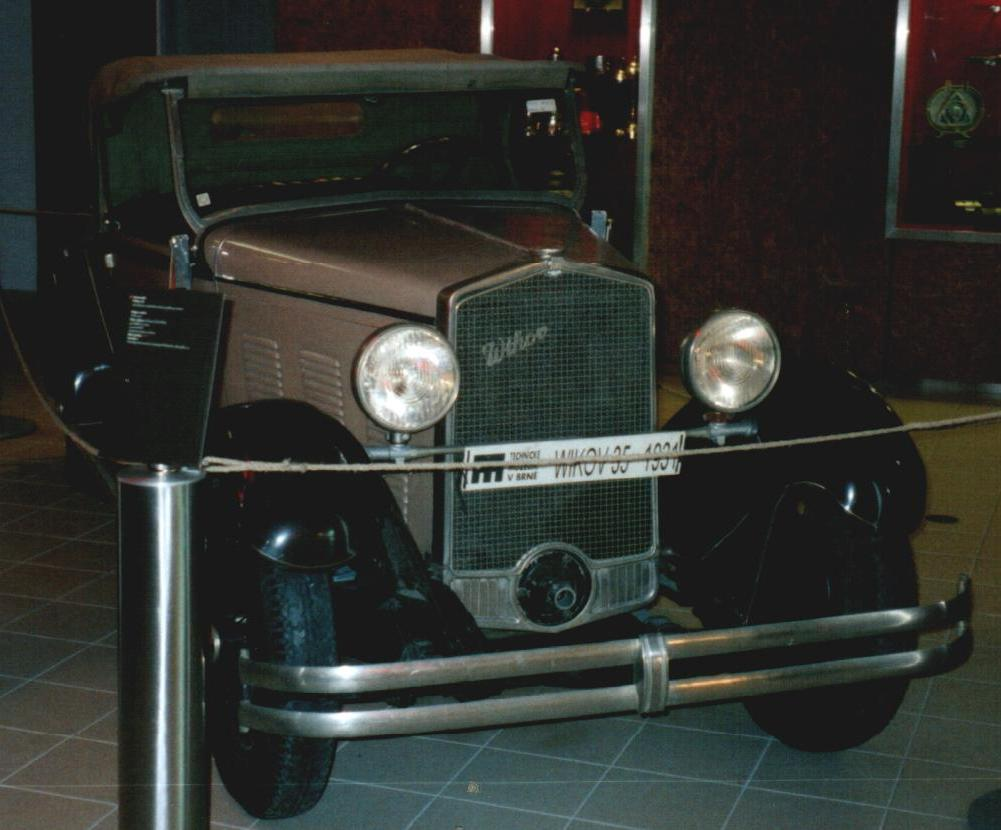
Wikov 35 von 1931

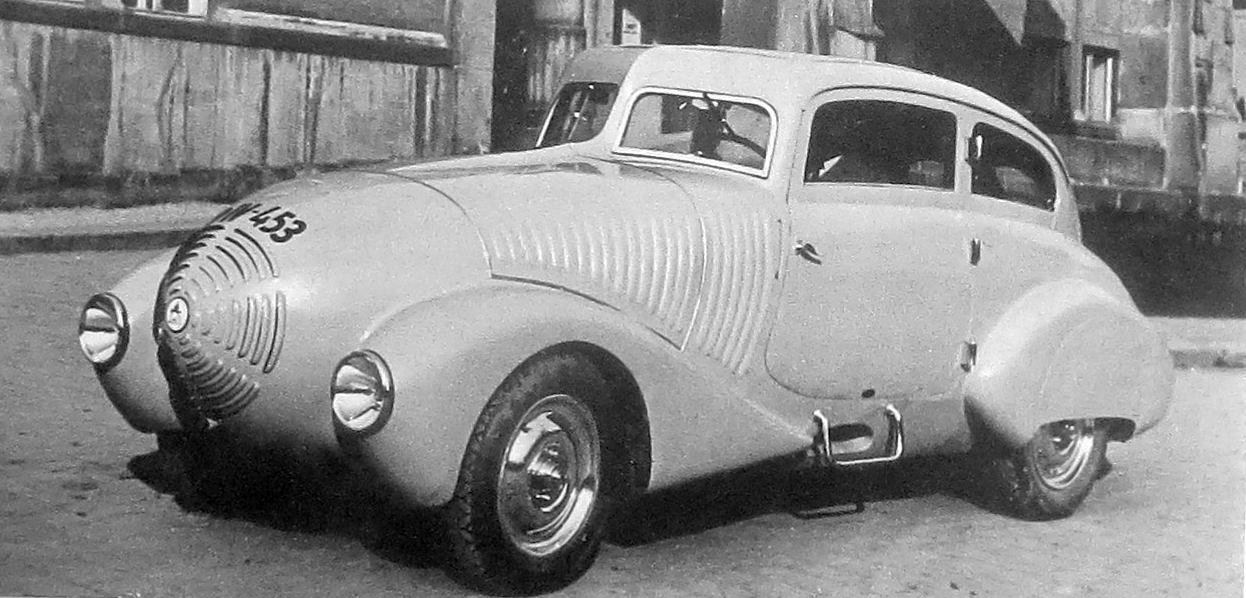
Wikov 35 „Kapka“ von 1930 mit stromlinienförmiger Karosserie

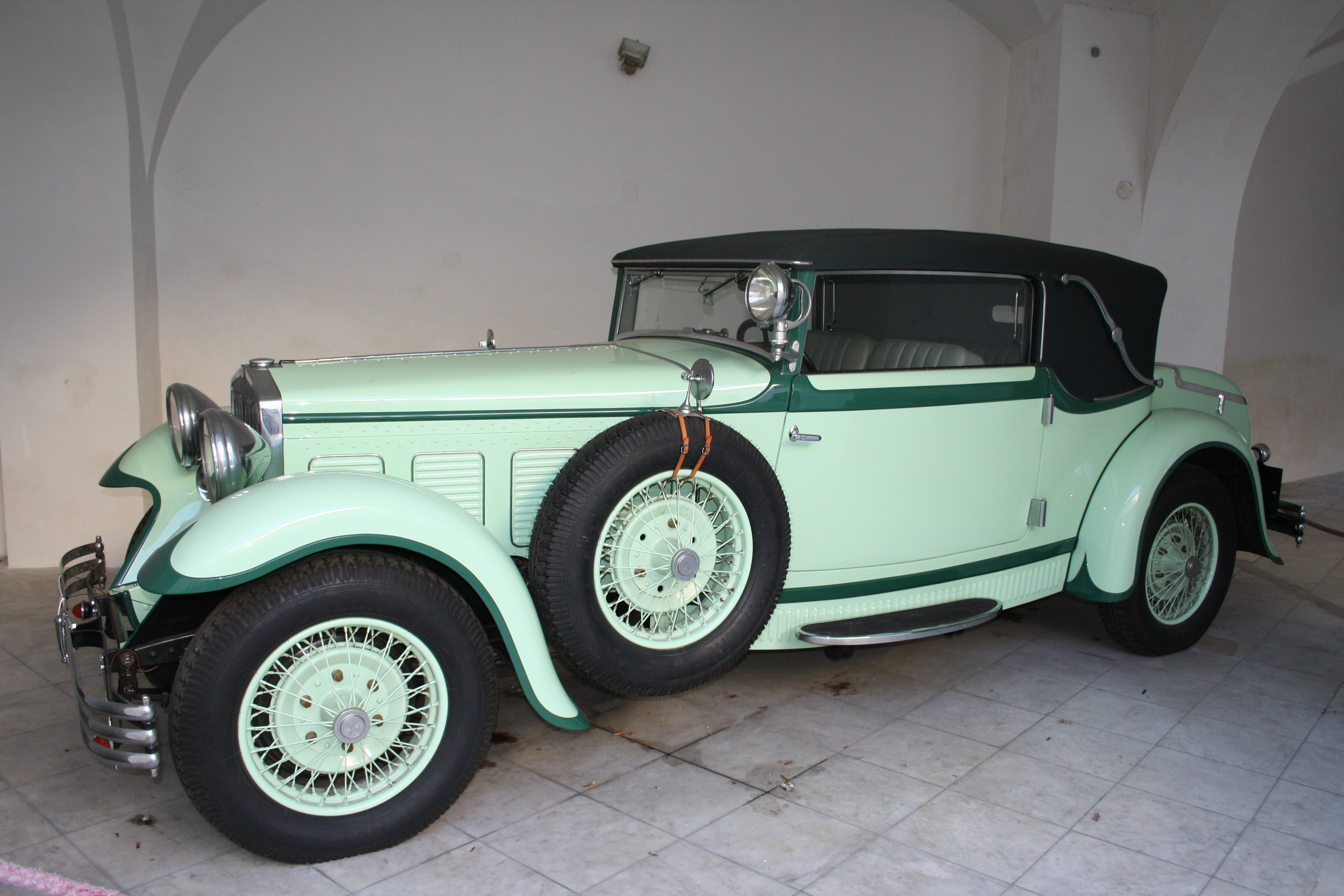
Wikov 70 von 1930

### IV
Vom ersten Modell, ein Fahrzeug nach Lizenz von Ansaldo, wurden von 1922 bis 1925 nur fünf Prototypen produziert. Sie besaßen einen Vierzylinder-Viertaktmotor mit anfänglich 1000, später 1250 cm³ Hubraum.

### V
Von diesem Modell entstanden 1925 20 Fahrzeuge. Auch sie besaßen einen Vierzylindermotor, allerdings mit 1350 cm³ Hubraum.

### 7/28
Dieses erste Serienmodell entstand in der Zeit von 1925 bis 1935 in 280 Exemplaren. Der Vierzylindermotor mit 1478 cm³ Hubraum entwickelte je nach Ausführung zwischen 28 PS und 40 PS. Es gab das Basismodell, zusätzlich ab 1928 das Modell 7/28 Sport und ab 1932 das Modell 7/28 Roadster. Der 7/28 wurde auch Typ 28 genannt.

### 35
Dieses Modell entstand in der Zeit von 1930 bis 1935 in 150 Exemplaren. Der Vierzylindermotor mit 1743 cm³ Hubraum leistete 35 PS. Neben zweitürigen Limousinen, Coupés und Roadstern wurden auch Wagen mit stromlinienförmigen Karosserien angeboten.

### 40
Das Modell 40 war das erfolgreichste Modell von Wikov. In der Zeit von 1933 bis 1935 entstanden 330 Exemplare. Der Vierzylindermotor mit 1942 cm³ Hubraum leistete 43 PS. Angeboten wurden Limousinen und Roadster.
Im Jahr 1934 wurde Adolf Szczyzycki mit einem Wikov 40 bei den 1000 Meilen der Tschechoslowakei Klassensieger bis 2000 cm³.

### 70
Das Modell 70 war das größte Modell. In der Zeit von 1933 bis 1935 entstanden nur vier Prototypen. Zwei Vierzylindermotoren des Modells 35 wurden in Reihe zusammengebaut, sodass ein Achtzylindermotor mit 3486 cm³ Hubraum und 70 PS Leistung entstand.